# L’Enfant Sauvage
L’Enfant Sauvage – piąty album studyjny francuskiego zespołu muzycznego Gojira. Wydawnictwo ukazało się 26 czerwca 2012 roku nakładem wytwórni muzycznej Roadrunner Records. Płyta została udostępniona bezpłatnie przed premierą w formie digital stream na stronie internetowej TheMusic.com.au. Album został zarejestrowany, wyprodukowany i zmiksowany w Spin Recording Studios w Nowym Jorku w Stanach Zjednoczonych. Mastering odbył się w Sterling Sound, także w Nowym Jorku.
Nagrania dotarły do 34. miejsca listy Billboard 200 w Stanach Zjednoczonych sprzedając się w nakładzie 11 tys. egzemplarzy w przeciągu tygodnia od dnia premiery. Płyta trafiła ponadto m.in. na listy przebojów w Wielkiej Brytanii, Francji oraz Finlandii.

## Lista utworów
Opracowano na podstawie materiału źródłowego.
| Nr  | Tytuł utworu                             | Słowa          | Muzyka                           | Długość |
| --- | ---------------------------------------- | -------------- | -------------------------------- | ------- |
| 1.  | „Explosia”                               | Joe Duplantier | Joe Duplantier, Mario Duplantier | 6:39    |
| 2.  | „L’Enfant Sauvage”                       | Joe Duplantier | Joe Duplantier, Mario Duplantier | 4:17    |
| 3.  | „The Axe”                                | Joe Duplantier | Joe Duplantier, Mario Duplantier | 4:34    |
| 4.  | „Liquid Fire”                            | Joe Duplantier | Joe Duplantier, Mario Duplantier | 4:17    |
| 5.  | „The Wild Healer” (utwór instrumentalny) |                | Joe Duplantier, Mario Duplantier | 1:48    |
| 6.  | „Planned Obsolescence”                   | Joe Duplantier | Joe Duplantier, Mario Duplantier | 4:39    |
| 7.  | „Mouth of Kala”                          | Joe Duplantier | Joe Duplantier, Mario Duplantier | 5:51    |
| 8.  | „The Gift of Guilt”                      | Joe Duplantier | Joe Duplantier, Mario Duplantier | 5:56    |
| 9.  | „Pain is a Master”                       | Joe Duplantier | Joe Duplantier, Mario Duplantier | 5:07    |
| 10. | „Born in Winter”                         | Joe Duplantier | Joe Duplantier, Mario Duplantier | 3:51    |
| 11. | „The Fall”                               | Joe Duplantier | Joe Duplantier, Mario Duplantier | 5:25    |
| 12. | „This Emptiness” (utwór dodatkowy)       | Joe Duplantier | Joe Duplantier, Mario Duplantier | 3:59    |
| 13. | „My Last Creation” (utwór dodatkowy)     | Joe Duplantier | Joe Duplantier, Mario Duplantier | 4:08    |
|     |                                          |                |                                  | 1:00:31 |

| Bonus DVD – Live at Les Eurockéennes 2009 | Bonus DVD – Live at Les Eurockéennes 2009 | Bonus DVD – Live at Les Eurockéennes 2009 |
| Nr                                        | Tytuł utworu                              | Długość                                   |
| ----------------------------------------- | ----------------------------------------- | ----------------------------------------- |
| 1.                                        | „Oroborus”                                | 5:31                                      |
| 2.                                        | „The Heaviest Matter Of The Universe”     | 4:25                                      |
| 3.                                        | „Backbone”                                | 4:17                                      |
| 4.                                        | „Love”                                    | 4:22                                      |
| 5.                                        | „A Sight To Behold”                       | 5:33                                      |
| 6.                                        | „The Art Of Dying”                        | 8:18                                      |
| 7.                                        | „Drum Solo”                               | 2:25                                      |
| 8.                                        | „Clone”                                   | 5:53                                      |
| 9.                                        | „Flying Whales”                           | 6:11                                      |
| 10.                                       | „Toxic Garbage Island”                    | 5:31                                      |
| 11.                                       | „Vacuity”                                 | 6:14                                      |
|                                           |                                           | 58:40                                     |

## Twórcy
Opracowano na podstawie materiału źródłowego.
| Zespół Gojira w składzie - Joe Duplantier – wokal, gitara, produkcja muzyczna, oprawa graficzna - Christian Andreu – gitara - Jean-Michel Labadie – gitara basowa - Mario Duplantier – perkusja |  | Inni - Gabrielle Duplantier – zdjęcia - U.E. Nastasi – mastering - Edward Odowd – design - Monte Conner – A&R - Paul Suarez – inżynieria dźwięku - Josh Wilbur – produkcja muzyczna, inżynieria dźwięku, miksowanie |

## Listy sprzedaży
| Lista                   | Kraj              | Pozycja |
| ----------------------- | ----------------- | ------- |
| ARIA Charts             | Australia         | 47      |
| Ö3 Austria Top 40       | Austria           | 64      |
| SNEP                    | Francja           | 11      |
| Suomen virallinen lista | Finlandia         | 11      |
| Media Control Charts    | Niemcy            | 44      |
| VG-lista                | Norwegia          | 25      |
| Billboard 200           | Stany Zjednoczone | 34      |
| Schweizer Hitparade     | Szwajcaria        | 23      |
| Sverigetopplistan       | Szwecja           | 28      |
| UK Albums Chart         | Wielka Brytania   | 53      |

## Wydania
| Wydania | Wydania                                      | Wydania                      | Wydania            | Wydania           | Wydania |
| Rok     | Nr katalogowy                                | Format                       | Wytwórnia          | Region            | Źródło  |
| ------- | -------------------------------------------- | ---------------------------- | ------------------ | ----------------- | ------- |
| 2012    | RR7651-2, 1686-17651-2                       | CD, Album                    | Roadrunner Records | Europa            | [ 31 ]  |
| 2012    | RRCAR 7651-1                                 | 2xLP, Album                  | Roadrunner Records | Niemcy            | [ 31 ]  |
| 2012    | 1686-176511                                  | 2xLP, Album                  | Roadrunner Records | Stany Zjednoczone | [ 31 ]  |
| 2012    | 1686-176511                                  | 2xLP, Album, Ltd, Ora        | Roadrunner Records | Stany Zjednoczone | [ 31 ]  |
| 2012    | RRCAR 7651-1                                 | 2xLP, Album, Ltd, Whi        | Roadrunner Records | Niemcy            | [ 31 ]  |
| 2012    | 1686-176512                                  | CD, Album                    | Roadrunner Records | Stany Zjednoczone | [ 31 ]  |
| 2012    | RR7651-2                                     | CD, Album                    | Roadrunner Records | Australia         | [ 31 ]  |
| 2012    | 1686-176512                                  | CD, Album                    | Roadrunner Records | Kanada            | [ 31 ]  |
| 2012    | WPCR-14495                                   | CD, Album                    | Warner Music Japan | Japonia           | [ 31 ]  |
| 2012    | WPCR-14495                                   | CD, Album                    | Warner Music Japan | Japonia           | [ 31 ]  |
| 2012    | RR7651-5, RR 76515, 1686-17651-5, 1686176515 | CD, Album + DVD-V            | Roadrunner Records | Europa            | [ 31 ]  |
| 2012    | 1686-176515                                  | CD, Album + DVD-V            | Roadrunner Records | Stany Zjednoczone | [ 31 ]  |
| 2012    | RR7651-5, RR 76515, 1686-17651-5, 1686176515 | CD, Album + DVD-V + Ltd, Ple | Roadrunner Records | Europa            | [ 31 ]  |